# Walter Kraft
Pour les articles homonymes, voir Kraft.
Walter Kraft est un organiste et compositeur allemand, né le 9 juin 1905 à Cologne et mort le 9 mai 1977 à Amsterdam.

## Biographie
Walter Kraft naît le 9 juin 1905 à Cologne. 
Il étudie à Hambourg, le piano avec Rebbert et l'orgue avec Hannemann, et travaille la composition avec Paul Hindemith à Berlin.
En 1924, il devient organiste de la Markuskirche de Hambourg, puis, entre 1927 et 1929, est organiste à la Lutherkirche d'Altona-Bahrenfeld. À partir de 1929, il est titulaire des orgues de la Marienkirche de Lübeck. L'église est détruite en 1942 mais il reprend son poste après sa reconstruction.
Kraft est également professeur d'orgue à Fribourg-en-Brisgau et, entre 1950 et 1955, directeur de l'Académie de musique de Schleswig-Holstein.
Il est réputé pour ses talents d'improvisateur à l'orgue et ses interprétations de musique baroque. Il est aussi connu pour avoir réintroduit au XXe siècle à Lübeck la tradition de l'Abendmusik,.
Comme interprète, Walter Kraft est lauréat du prix Buxtehude de Lübeck, du prix culturel du Schleswig-Holstein et du Grand Prix du disque pour son enregistrement de l'intégrale des œuvres pour orgue de Buxtehude.
Comme compositeur, il est l'auteur de plusieurs œuvres instrumentales et chorales, d'oratorios, de cantates et de nombreuses pages pour orgue.
Il meurt le 9 mai 1977 à Amsterdam, dans l'incendie de l'hôtel Polen.